# 黑鸢
黑鸢（学名：Milvus migrans），俗稱老鹰、老鸢或鸡屎鹰，粵語稱麻鷹（粵拼：maa4 jing1），閩南語作萊葉、獵鴞、鶆鴞（台羅：lāi-hio̍h），客語稱鷂婆（yeu-phò），是鷹形目鷹科鳶屬下的一種猛禽，廣泛分布於歐亞大陸和澳大利亞等地。此鳥種最明顯的特徵是其棕黑的羽色和些微分岔的尾羽。和多數鷹科猛禽不同的是，黑鳶雖然也會主動打獵，但以食腐為主，且非繁殖季會成群生活。黑鳶的適應力強，除了棲息於水域附近、草原、森林外，還能居住於城市內，實際棲地因分布區域而差異很大。雖然不少地區的族群量有所減少，但黑鳶仍是世界上最常見、最都市化的猛禽之一。目前屬無危物種。

## 形態
黑鳶體長58—69cm；翼展157—162cm；體重900—1160公克；嘴峰25—40毫米；翅435—550毫米；尾270—362毫米；跗蹠50—75毫米，屬中型猛禽。體色大致棕褐。眼暗褐色，臘膜黃色或棕色，眼先灰色，眼後羽色略暗，嘴基部黃色，上喙黑色。頭部、頸部及肩羽較淡，呈現許多白斑。腹面棕褐色，羽毛邊緣的顏色較淺，因而形成交錯的斑紋。尾羽展開時呈三角形；收攏時略為內凹，類似魚尾，飛行時常不停扭動；
展翅時翅末端成掌狀，腹面初級飛羽基部白色，連成翅下兩片顯眼的白斑，翱翔時翅末些微下垂。腳黃色或灰色，爪黑色。幼鳥身上帶有絨毛及白斑，腹面帶白色縱紋。每年換羽一次，繁殖期羽色相同。和許多猛禽相同的是，黑鳶雌雄同型，而雌鳥比雄鳥略大。
相較同為鳶屬物種的近親紅鳶，除了體色一棕黑、一紅褐外，黑鳶體型略小，尾羽分岔較淺。黃嘴鳶的體色則比黑鳶略呈紅棕，嘴部黃色，黑鳶則是黑色。
黑鳶鳴聲響亮，無論是否為繁殖季皆鳴唱，一般鳴聲為悠揚的「fee~ee~ee~yu~」，鳴聲頗長而尾音顫抖；警戒聲則似「fee-er-er」，短暫急促。

## 分類
黑鳶的屬名指鳶；種小名指的是遷徙。黑鳶和紅鳶、黃嘴鳶共同構成了鳶屬，其中紅鳶會和黑鳶雜交，尤其是在人為圈養之下；在佛德角，後來移入的黑鳶和紅鳶繁殖，現在佛德角的鳶是紅鳶和黑鳶的混種，並被視為是紅鳶的亞種（Milvus milvus fasciicauda），甚至亦有將其視為獨立物種者（Milvus fasciicauda）；黃嘴鳶分布於非洲和阿拉伯半島南方，過去認為是黑鳶的一個亞種（M. milvus aegyptius），但分子生物學研究則認為黃嘴鳶應是一個獨立物種，目前其物種地位尚不明確。

### 亞種
黑鳶被普遍接受的亞種約有五個，但在不同的研究中對黑鳶的亞種數量有許多表述，最多可達十二個。黃嘴鳶有時會被視為是黑鳶的亞種，有時則是獨立物種，黃嘴鳶的亞種（M. aegyptius parasitus或M. milvus parasitus）甚至也被DNA研究認為是獨立物種；亦有認為黑耳鳶應獨立成一種者（M. lineatus），但缺乏有力支持。
- M. m. migrans (Boddaert, 1783)： 指名亞種 ∕ 歐洲黑鳶

分布於歐洲大陸（西歐沿海與北歐僅零星記錄）、北非沿岸、中亞、土耳其、伊朗，東界在天山，過冬於撒哈拉以南的非洲。
- M. m. lineatus (J. E. Gray, 1831)：黑耳鳶

分布於西伯利亞南部、東亞、中南半島北部、日本列島與琉球群島等西北太平洋上的島嶼，包括，其中分布較北的族群於波斯灣、南亞、東南亞過冬。是體型最大的亞種，耳部有一個黑點，因而得名，臘膜和腳呈棕色（其他亞種多為幼鳥呈棕色、成鳥呈黃色）。
- M. m. govinda (Sykes, 1832)：

分布於南亞等地，自巴基斯坦迄中南半島、馬來半島，不遷徙。體型小於指名亞種。
- M. m. affinis (Gould, 1838)：叉尾鳶

分布於蘇拉威西、小巽他群島、新幾內亞東北部和澳大利亞，不遷徙。是體型最小的亞種。
- M. m. formosanus (Kuroda, 1920)：台灣鳶

分布於台灣島和海南島，不遷徙。與黑耳鳶外觀相近，但體型小於黑耳鳶。腳灰色。

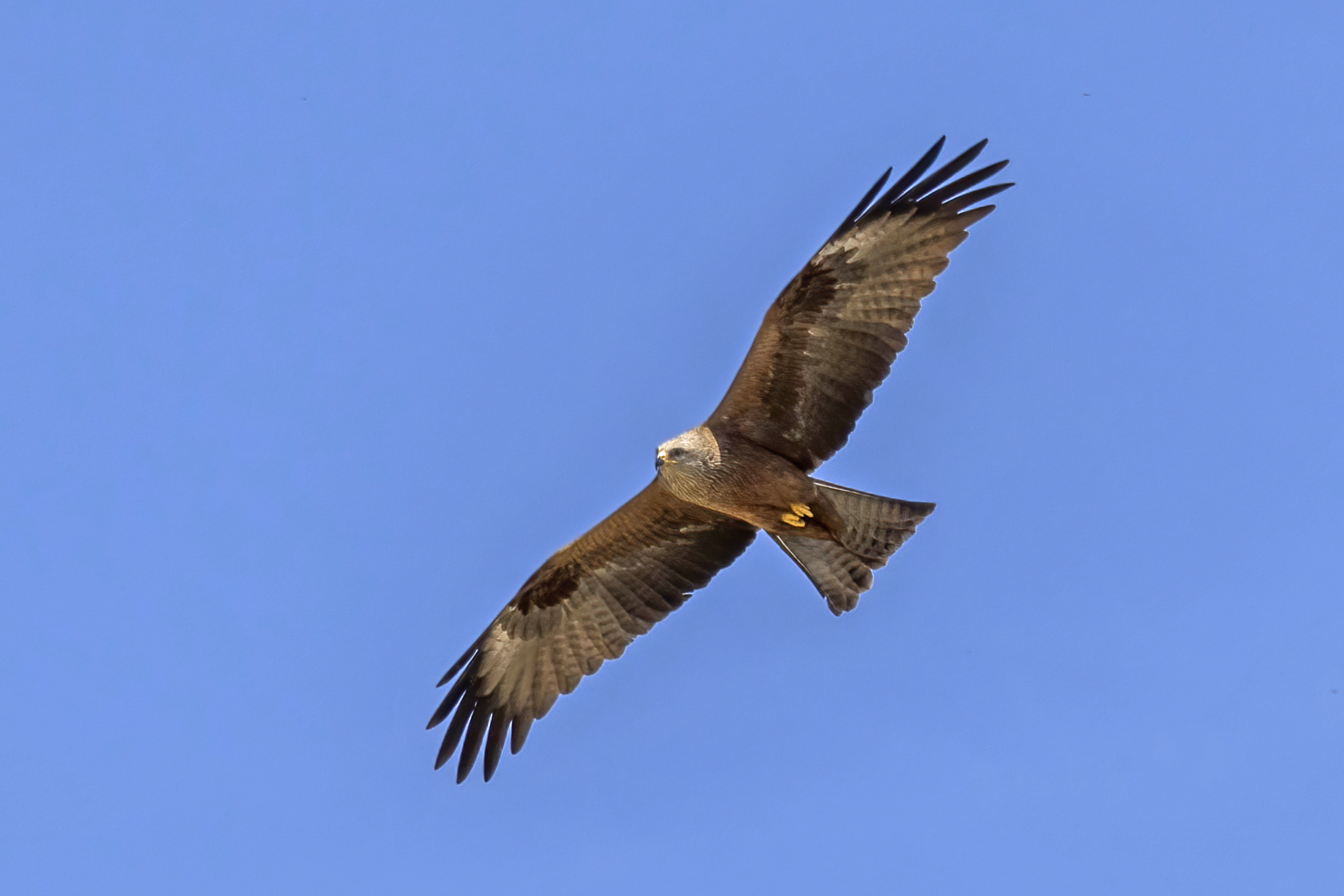
指名亞種（M. m. migrans）攝於西班牙
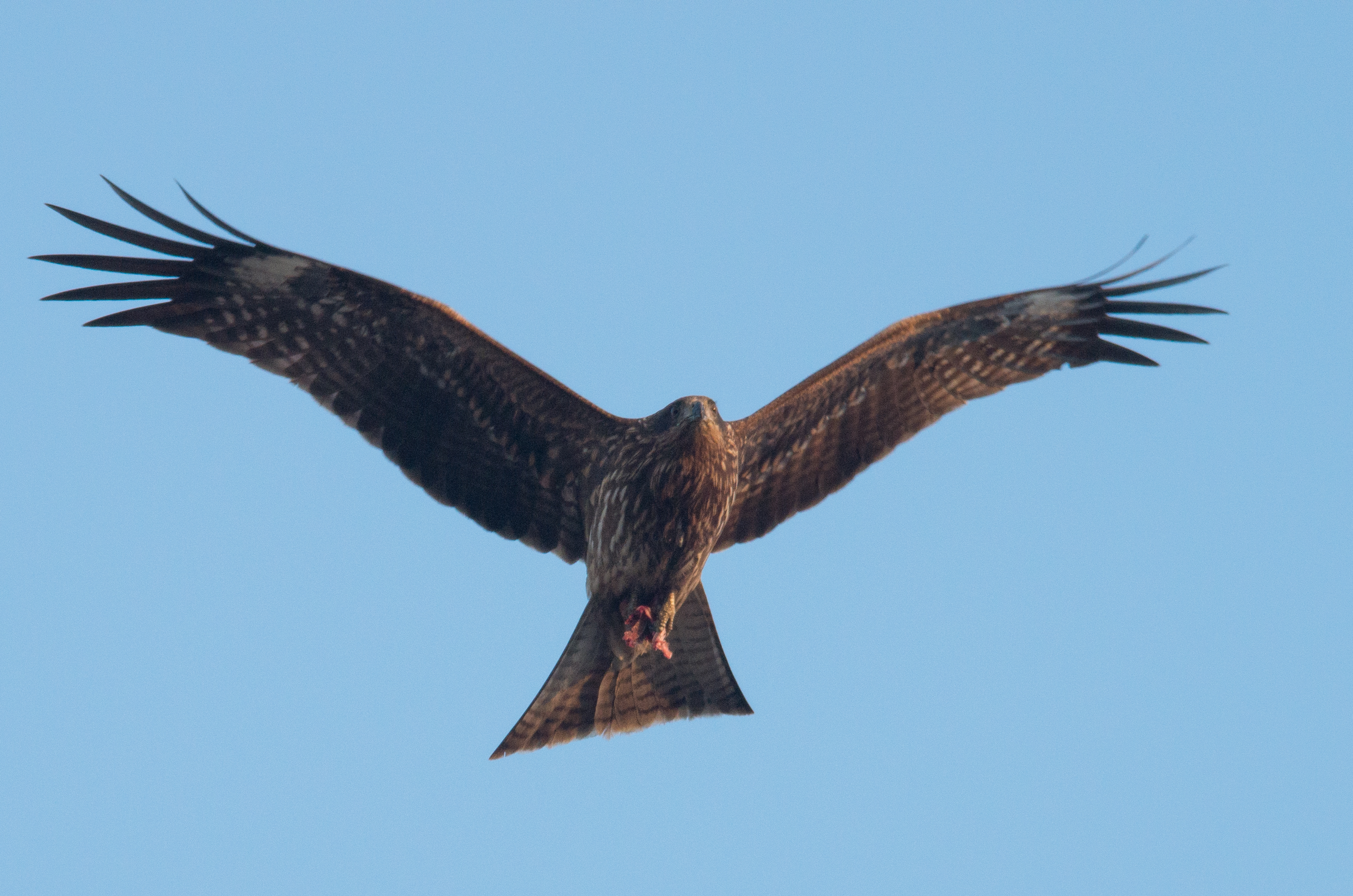
黑耳鳶（M. m. lineatus），攝於日本
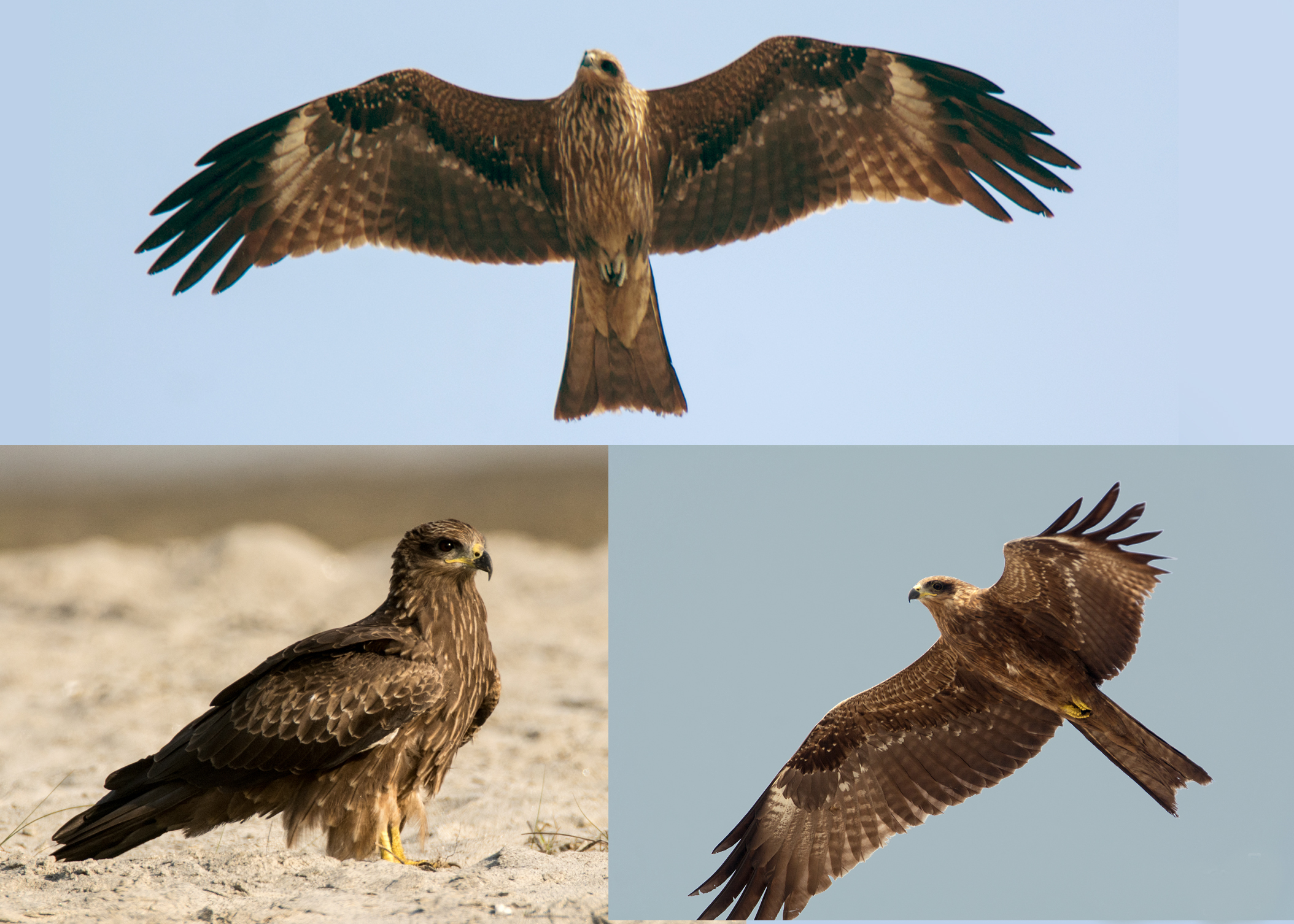
M. m. govinda，攝於印度
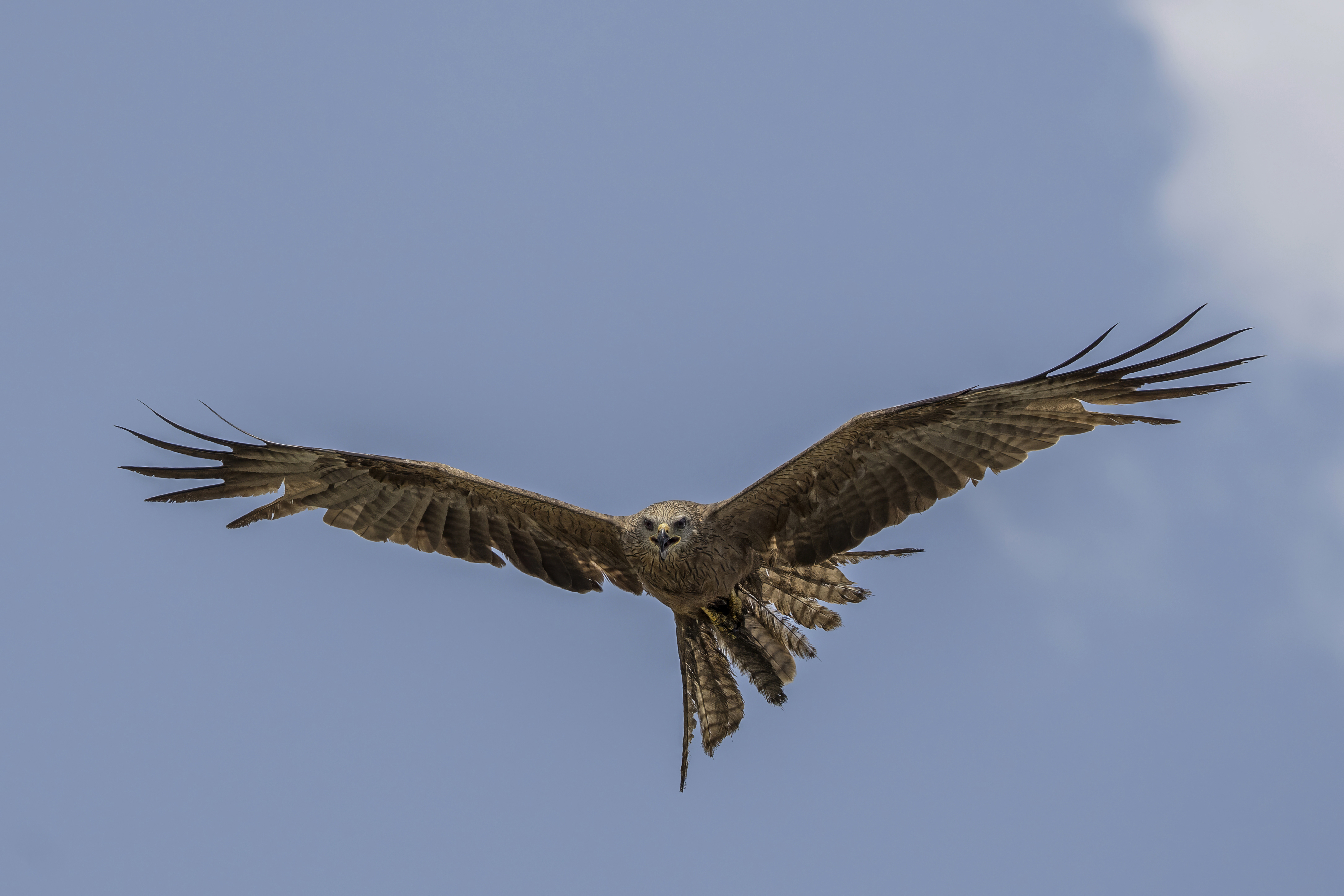
叉尾鳶（M. m. affinis），攝於澳洲
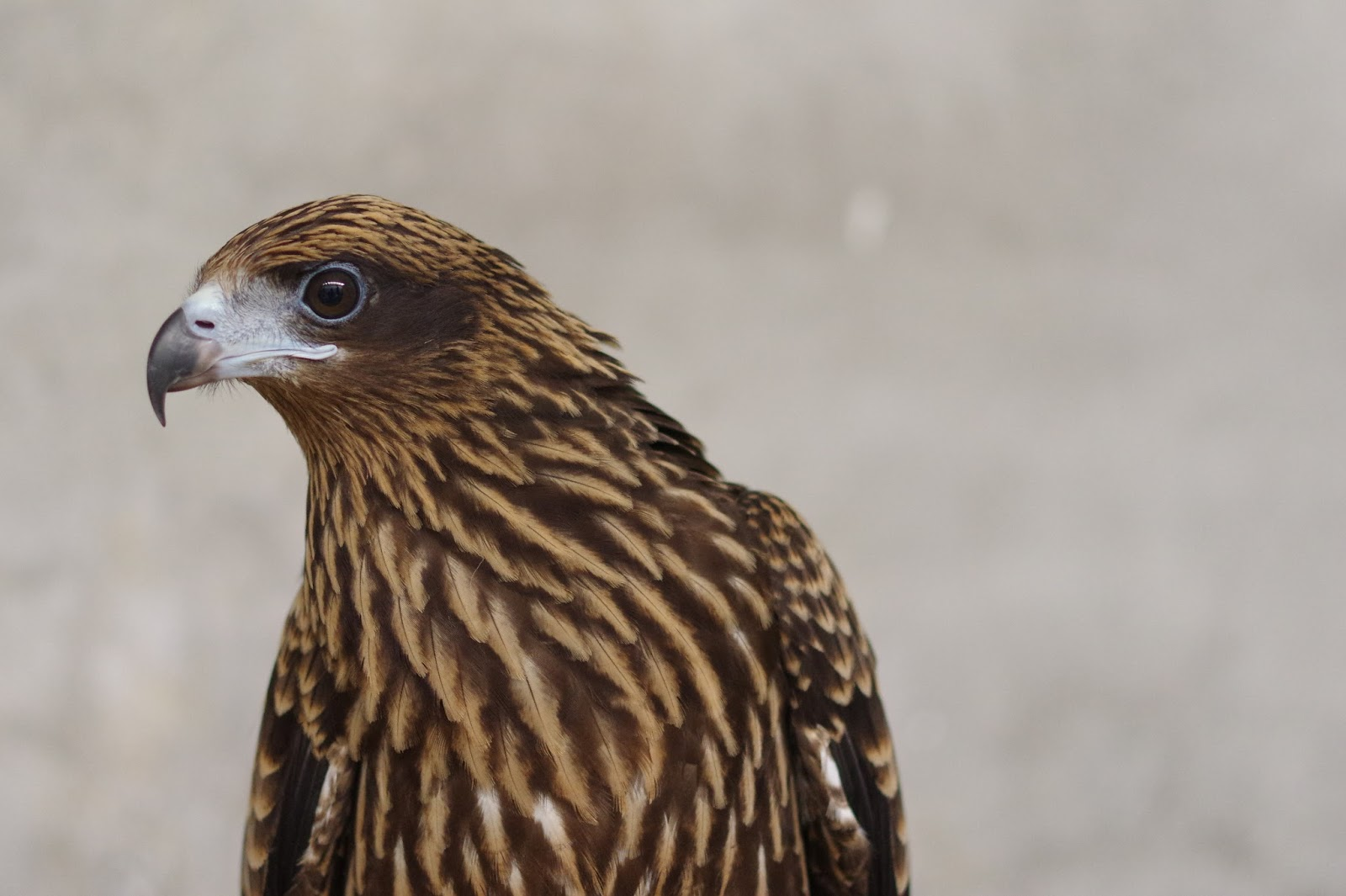
臺灣鳶（M. m. formosanus）幼鳥

## 分布
黑鳶幾乎遍布於整個舊大陸的溫帶與熱帶地區，包括歐洲大陸、地中海沿岸、中亞、西伯利亞南部、東亞（包含日本列島與台灣）、南亞、中南半島，在澳洲、新幾內亞、華萊士線以東的海洋東南亞也有分布；如果算入黃嘴鳶，更涵蓋了撒哈拉沙漠以南的非洲大陸（除了剛果盆地）、馬達加斯加、阿拉伯半島南端。在英國、夏威夷 、紐西蘭等地曾有迷鳥記錄。
黑鳶的棲息地非常多樣，視分布地區而有所不同，通常偏好低海拔、半開放式的環境，如草原、沼澤、灌叢，通常避開茂密的林地。覓食地通常靠近水域，或著垃圾場、港口等易撿拾人類廢棄物的區域。然而在中亞、澳洲等地，黑鳶甚至可在於乾燥的草原和沙漠覓食；在歐洲、東亞則主要生活於水域附近。雖然一般棲息於低海拔地區，但在喜馬拉雅山脈，黑鳶被記錄到在海拔4000公尺處覓食。

## 生態

### 習性

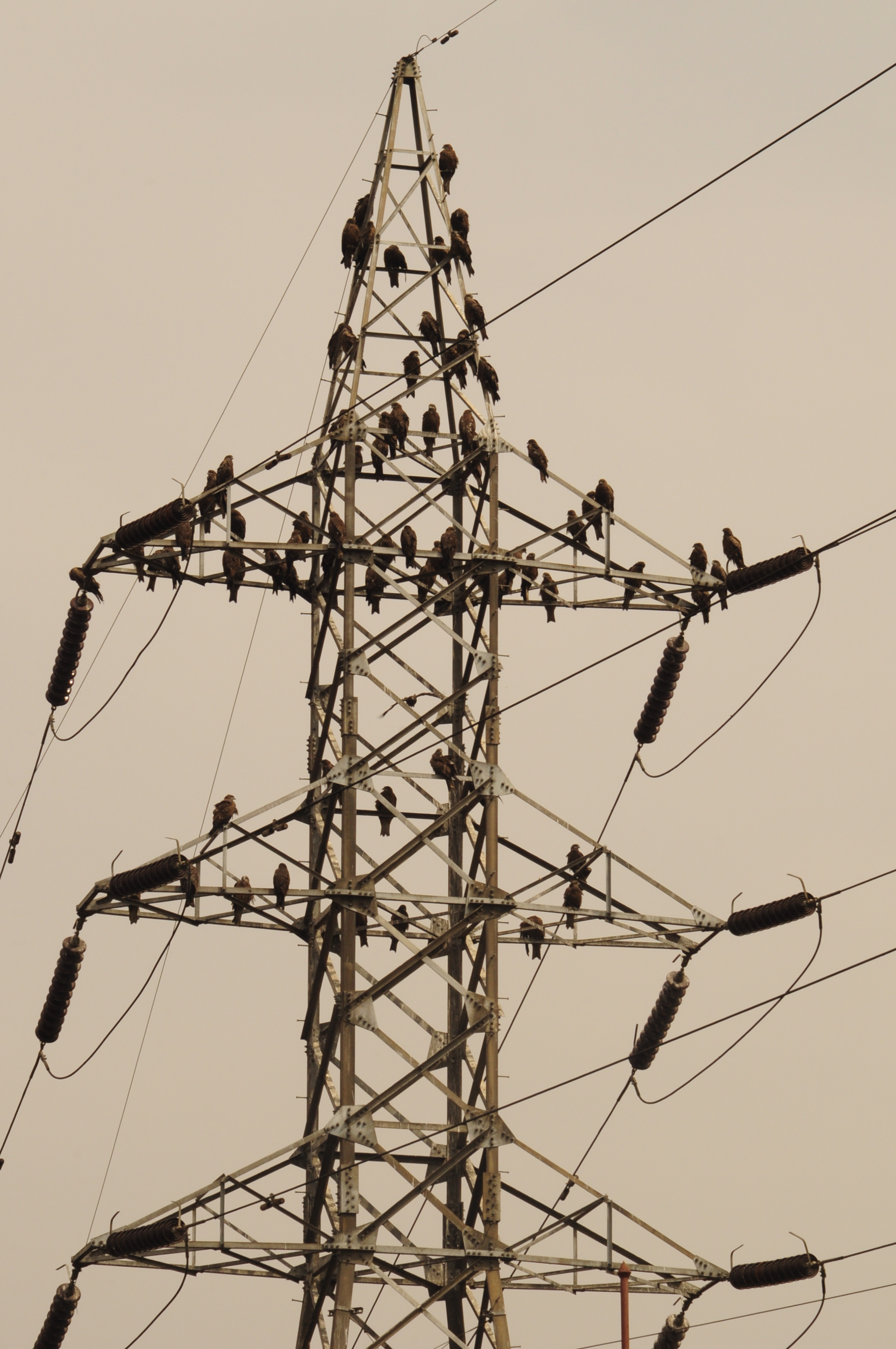
成群的黑鳶棲息於電線塔上，攝於尼泊爾

和許多猛禽不同的是，黑鳶在遷徙時及非繁殖季常成群活動，並會於秋冬黃昏的空中群聚、盤旋，又稱「晚點名」，入夜後各自歸巢。在臺灣，幼鳥離巢後的活動範圍約為291平方公里，非繁殖個體較已婚成鳥的活動範圍大4至8倍，德國的研究發現，繁殖季的親鳥領域為15平方公里，幼鳥離巢後增加至40平方公里。
在歐洲、中亞和北亞，黑鳶和人類的關係較遠，然而在南亞、東亞和非洲，黑鳶相當熟悉城市環境，甚至可以在人類附近飛行。在印度的觀察發現，黑鳶親鳥能認出入侵其巢的人類，並對其進行攻擊，當地進一步的研究亦指出較常受到餵食的黑鳶更有可能攻擊人類。
據博物學家羅伯特·斯文豪在臺灣的記錄所言，黑鳶身上「帶著臭味」。

### 食性

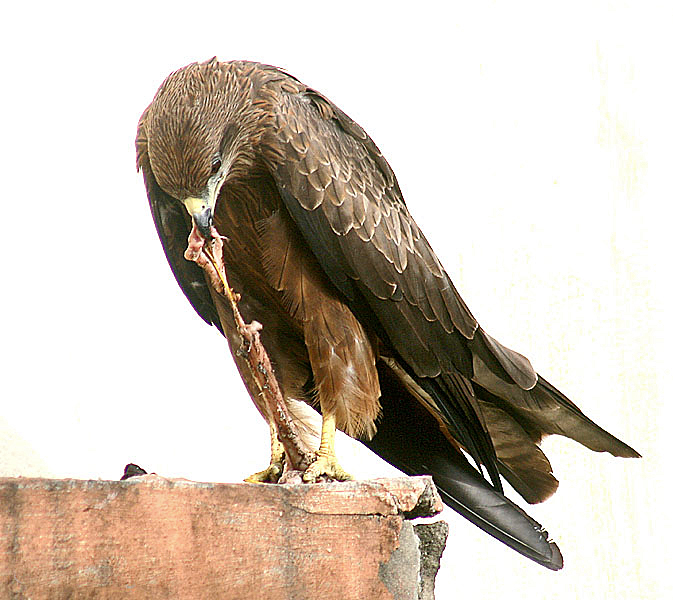
M. m. govinda進食

黑鳶是機會主義的猛禽，食性非常廣泛，同時身為清除者和掠食者。既食用屍體、腐肉和人類廢棄物，也會獵捕魚類、小型鳥類、囓齒類、兩棲類、爬蟲類甚至蝙蝠，還會食用棕櫚果實。黑鳶在白天覓食，常利用上升氣流在空中滑翔、盤旋，當找到目標時牠們會收起雙腿，快速俯衝而下，使用腳爪捕捉獵物。
在臺灣，黑鳶會在農地翻耕時尋找逃竄的動物或其屍體。在澳洲，黑鳶會利用野火獵捕動物、拾取屍體，甚至會撿拾燃燒的樹枝再丟下以傳播野火。黑鳶曾被記錄到從海鷗、鵟、黃頭鷺等鳥類口中搶奪食物。印度的黑鳶非常適應城市生活，在某些地方，牠們會俯衝並搶奪人類的食物。在德里，黑鳶在城市中繁殖，穆斯林會宗教性地向牠們獻上祭品：將肉拋到空中，黑鳶則會俯衝接住肉，但牠們鋒利的腳距可能會使附近的人受傷。在日本，黑鳶的食物來源亦相當仰賴人類餵食，並亦有搶奪人類食物的習性。

### 繁殖

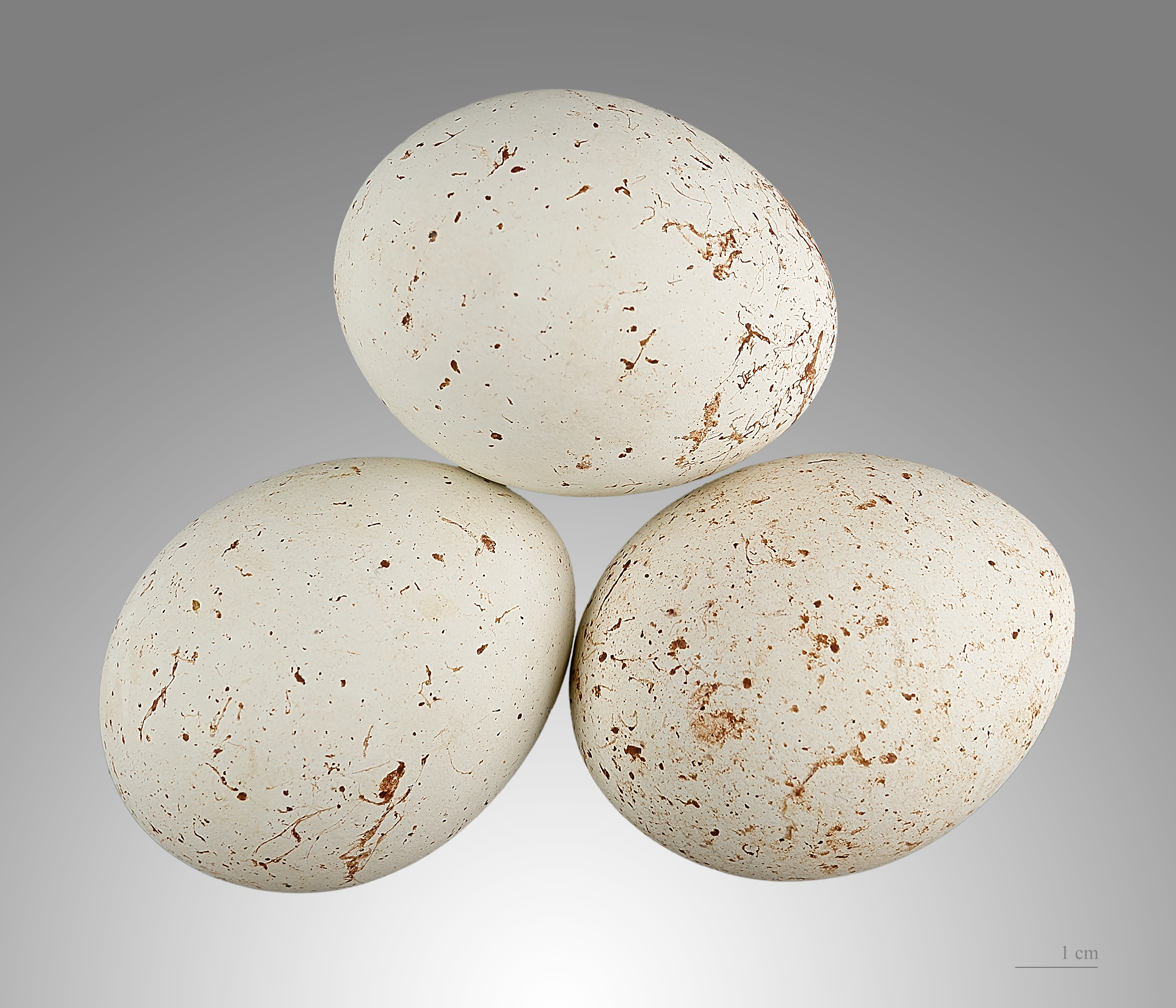
黑鳶的卵

在臺灣的黑鳶求偶期為12月—2月；孵化期2月—4月；育雛期3月—5月，南部分別比北部早一個月。在印度繁殖期則為1月—2月，歐洲為3月—5月後。一般是一夫一妻制，但亦會有婚外性行為。在繁殖期時，黑鳶會抓起塑膠袋、樹枝等物品，在空中放掉後由其他同伴接住；其他求偶行為亦包含兩隻黑鳶互相抓住對方的腳爪，在空中水平旋轉等，求偶期亦有特殊的鳴聲。
黑鳶一般在鄰近水域、海拔1000公尺以下的丘陵樹木樹冠上或峭壁上築巢，雌雄共同築巢，並會重複使用巢位。在香港、日本與印度，黑鳶會在都市的樹木或建築物上築巢，而歐洲、台灣等地的族群相較則傾向棲息於野外。在臺灣，方圓10公里內最多14巢；在日本、西班牙，方圓1公里可達30巢；在新德里市每平方公里則為約15對。巢以樹枝築成，內部襯以樹葉、紙、布、塑膠材料等人工製品，偏好白色明亮的材料，西班牙的研究認為，塑膠的反光或許可以用來警告其他黑鳶遠離。
黑鳶一窩產蛋1—5枚，以二枚為多，蛋白色或淡青藍色，帶有不規則紅褐色斑點，長55mm，寬43mm。孵化期30—34日，主要由雌鳥孵卵，為晚熟型鳥類，孵化後由雄鳥覓食，雌鳥餵養幼雛，親鳥並會驅逐接近其巢位者。在城市環境的繁殖成功率似乎較低。孵化42—50日後離巢，此後幼鳥仍依賴父母生活一段期間，長短受到是否有遷徙性影響，在臺灣為38—72日，在西班牙為15—36日，能獨立捕獵後，幼鳥方離開親鳥的領域。此後黑鳶每年換羽一次，3歲後可以開始繁殖，世代長度約為9年，壽命部分在西班牙有28歲的記錄。

### 遷徙

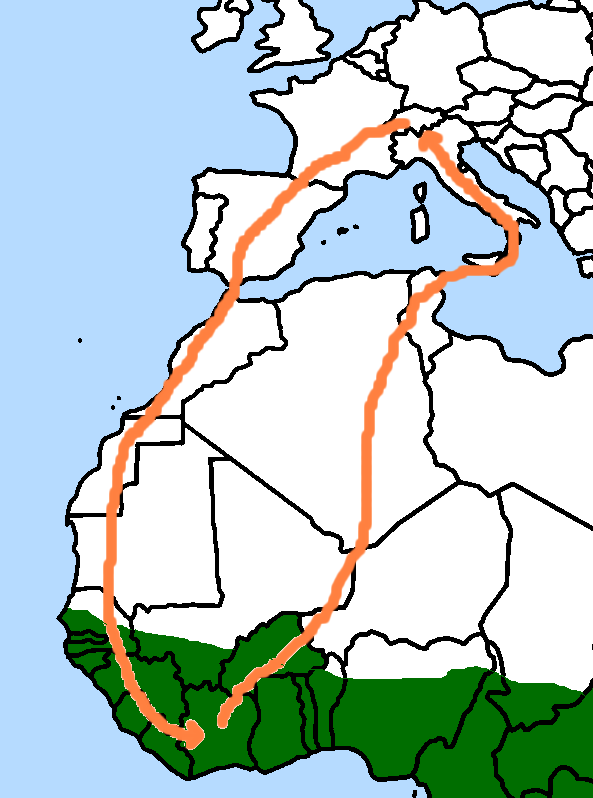
歐洲黑鳶前往西非遷徙的路線

在歐洲、中亞及西伯利亞繁殖的黑鳶會遷徙；在東亞、南亞、非洲及澳洲的族群則為留鳥。分布於歐洲的指名亞種在撒哈拉以南的非洲過冬；中亞的族群過冬於波斯灣和南亞；分布於西伯利亞者過冬於中國南方和東南亞。臺灣猛禽研究會認為臺灣有部分過冬個體。黑鳶於7月至10月南遷，2月至5月北返。，黑鳶在白天利用上升氣流遷徙，通常成群行動，穿越水域時更是如此。

## 數量與保育

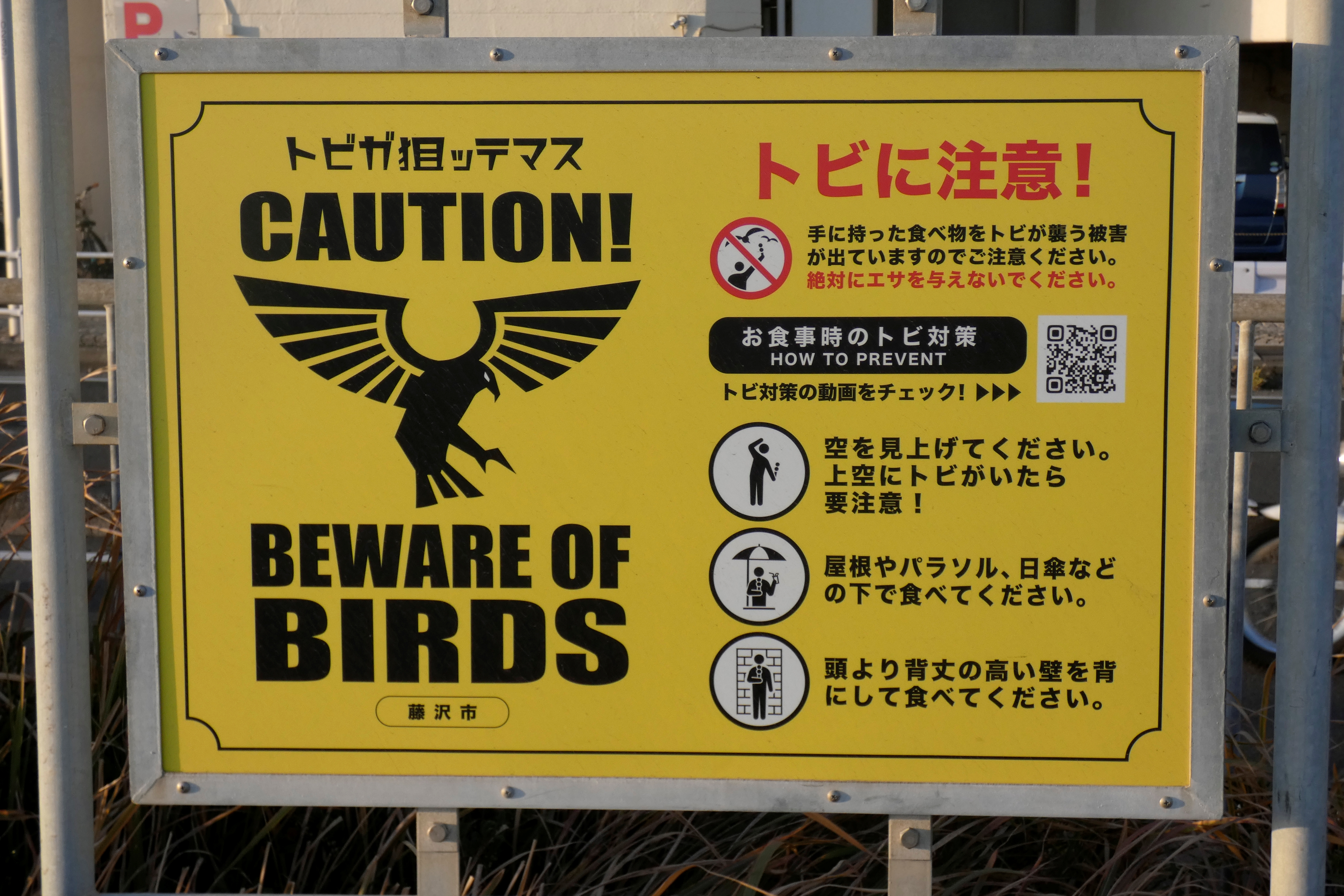
位於日本藤澤市的黑鳶警告標誌

國際鳥盟統計，歐洲的黑鳶數量約為37萬—50萬隻，以此推估全世界黑鳶的數量約為400萬—570萬隻。即使身為世界上最普遍的猛禽之一，黑鳶仍然面臨著棲地破壞、農藥及重金屬隨食物鏈累積造成的毒害、獵捕、路殺（因其撿食屍體的習性）、撞擊窗戶致死、觸電等等的危機。黑鳶在南亞的數量龐大，歐洲則較少，在東歐、南歐的數量有所下滑，在中歐持平或略為成長，在德里和伊斯坦堡下滑。香港定居的黑鳶約有600隻，在冬季渡冬期間更是會來到1000隻以上，是黑鳶密度最高的地區之一。由於儘管有跡象顯示其族群數量略有下降，但目前其族群並未受到威脅，國際鳥盟在IUCN的名錄中將黑鳶列為無危物種，但在歐洲屬於易危物種，臺灣2005年時亦曾屬瀕危物種，其後雖然數量有所增加，2016年出版的台灣鳥類紅皮書名錄仍因其族群稀少列為易危鳥種。
黑鳶曾經是台灣常見的猛禽。1860年代時黑鳶在台灣的平原「隨處可見」，在日治時期亦十分普遍，但到了1980年代時已變得相當稀少，1992年沈振中調查時已不到兩百隻，主要棲地僅存北海岸和屏東平原。亦發現黑鳶因為食用鳥類及鼠類，間接累積農藥加保扶或滅鼠藥而中毒的情況，尤其因為南部黑鳶經常在農地環境覓食，又更為常見，2010年代後，黑鳶的數量開始回升；2017年，農業委員會禁用高濃度加保扶。臺灣猛禽研究會的調查指出，黑鳶的數量在2013年至2023年間已從272隻上升到808隻，但族群仍以北部和南部較常見。臺灣黑鳶相關的保育行動亦拍攝成紀錄片《老鷹想飛》。
黑鳶是台灣基隆市的市鳥。由於市場的各種內臟腐肉最後經常排放到基隆港水域，黑鳶經常在當地上方盤旋覓食，使基隆成為台灣少數能經常看到黑鳶的地區。然而1990年代，當地外木山海岸的開發使黑鳶的棲息地流失，爾後僅在基隆覓食，並未定居。2012年的一份調查指出，大多數基隆市民雖然對黑鳶的生態不了解，但仍認同黑鳶是當地重要的生態資產。2014年，因為基隆港的水質改善計畫可能會影響到黑鳶在當地的食物來源，開始實驗人工餵食黑鳶，然而未見黑鳶利用餵食池，停止餵食後數量亦未見下降。不過在嘉義縣曾文水庫，仍結合生態觀光進行餵食，但也引起爭議。
日本的研究發現黑鳶身體內的汞70%位於羽毛，研究者並推測換羽具有代謝的功能。分析台灣黑鳶羽毛中的汞等重金屬濃度後發現有隨年代上升的趨勢，西班牙的研究也在居住於垃圾焚化廠附近的黑鳶身上發現鎘，並且認為可能影響免疫系統。1950年代，黑鳶曾因為農藥中毒在以色列滅絕，但後來又重新定居該地。
黑鳶受到以下法律及條約保護：
- 中華民國野生動物保育法第二級珍貴稀有保育類野生動物[51]
- 中華人民共和國《國家重點保護野生動物名錄》二級[52]
- 瀕臨絕種野生動植物國際貿易公約附錄二

## 影像

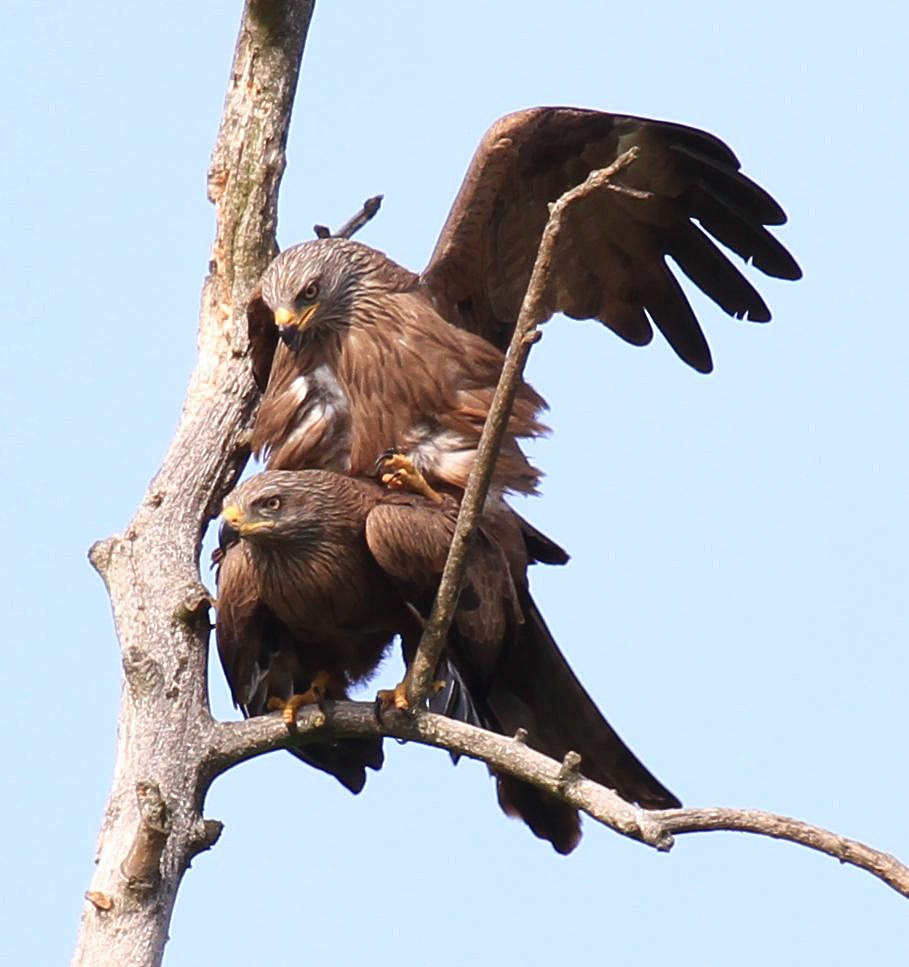
黑鳶在日本神奈川縣海岸的飛行影片
- 交配中的黑鳶
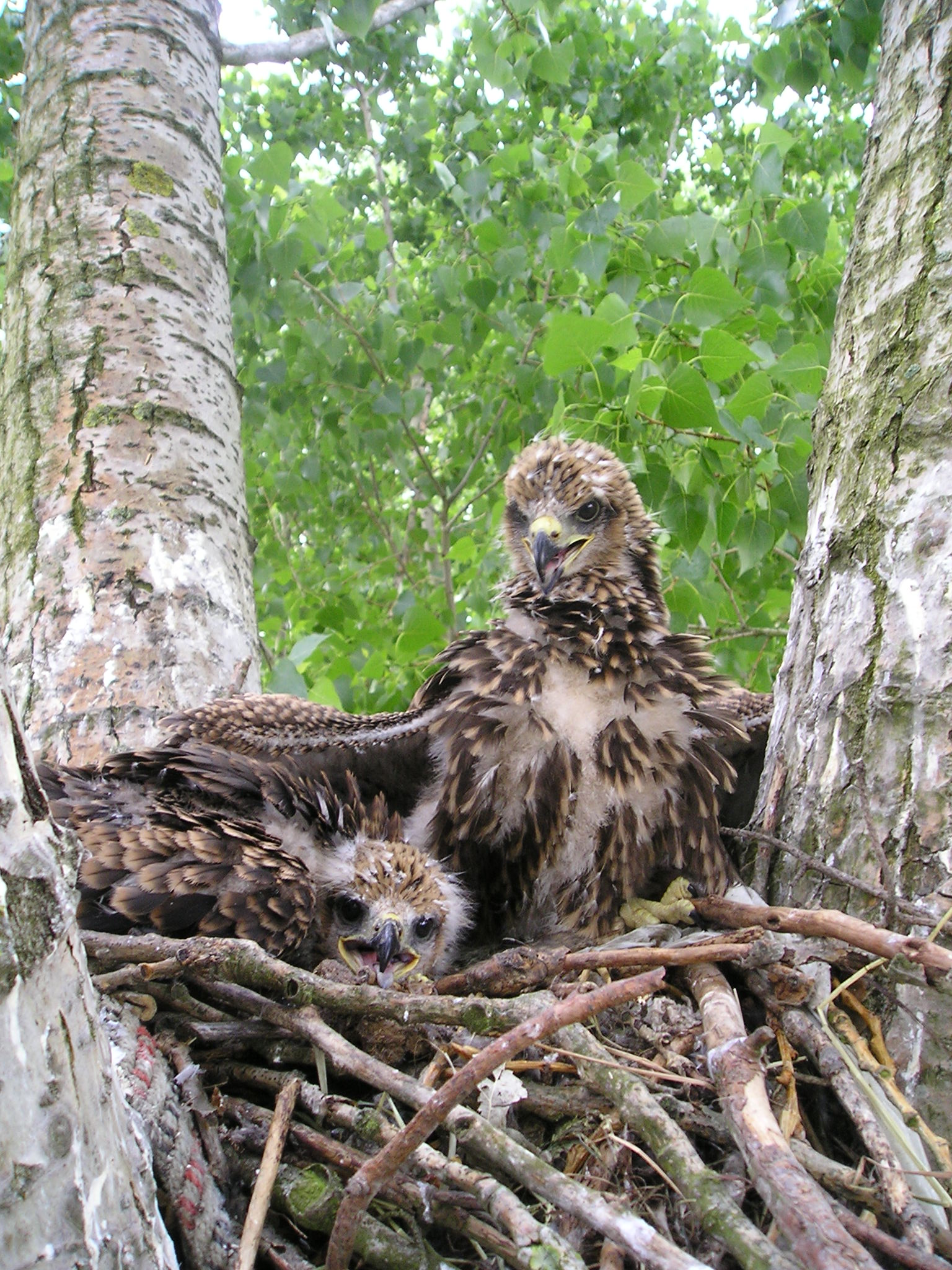
黑鳶的幼鳥，攝於德國
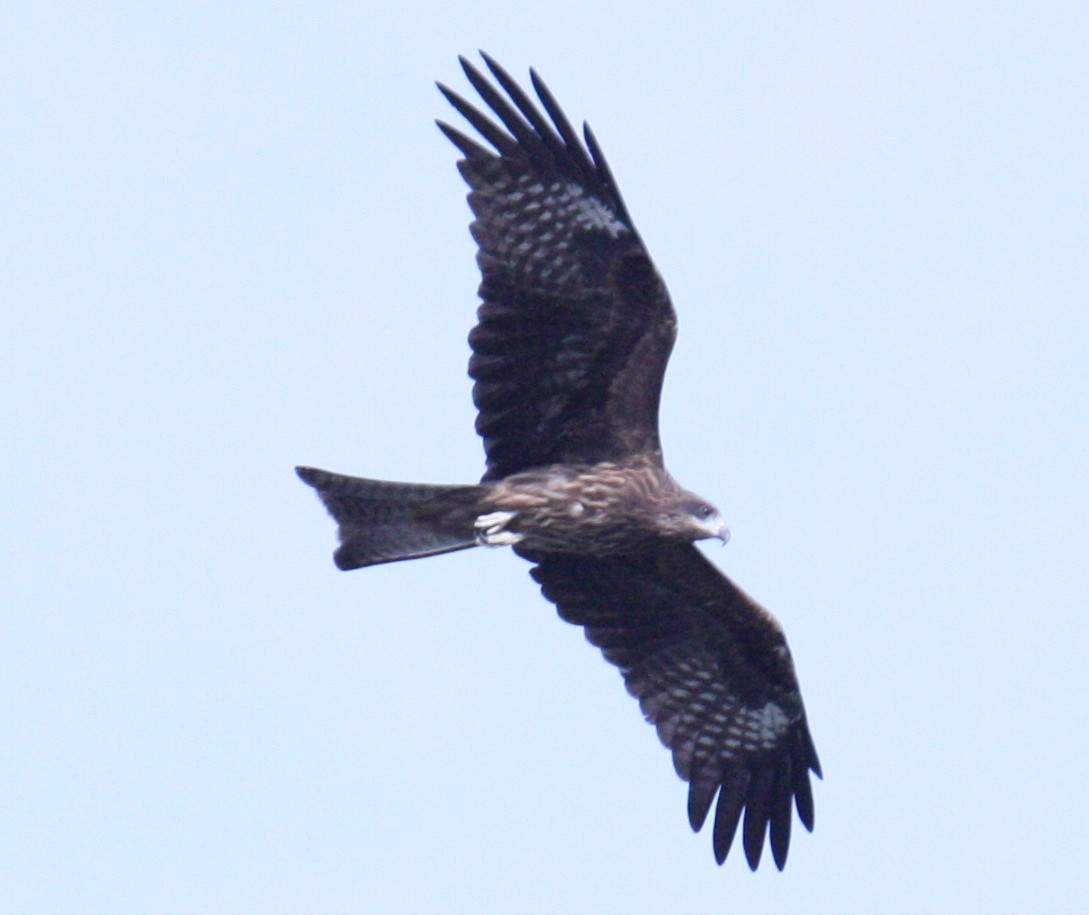
黑耳鳶，攝於香港
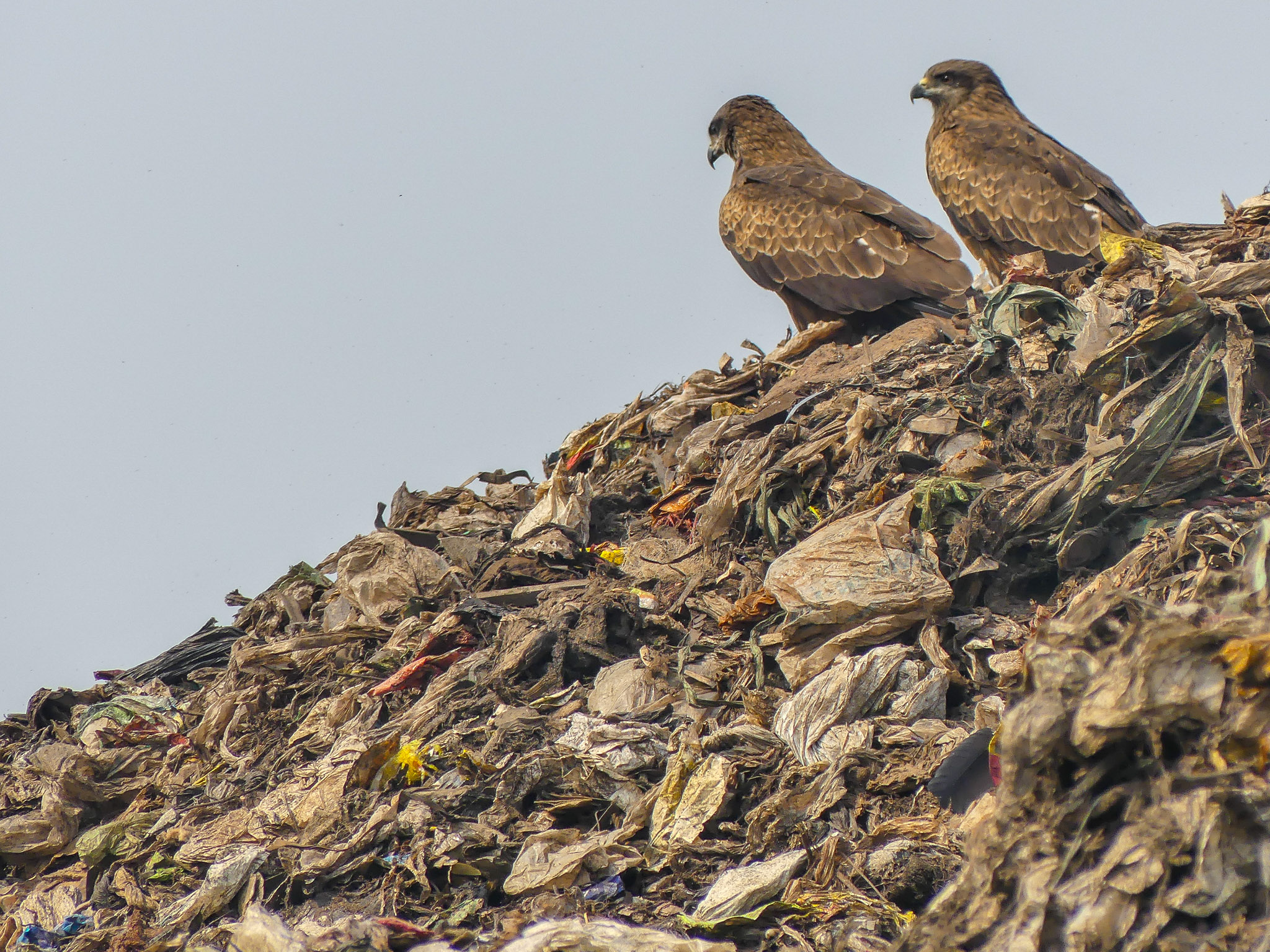
垃圾堆裡的黑鳶

## 外部連結
- 自然系圖鑑: 鳥類: 鷹科: 黑鳶 （页面存档备份，存于）
- 守望黑鳶- YouTube （页面存档备份，存于）
- 電影「老鷹想飛」 （页面存档备份，存于）